# Naine blanche à pulsations
Une naine blanche à pulsations est une étoile naine blanche à la luminosité variable du fait de pulsations dues à des ondes de gravité non radiales dans sa partie interne. Les types connus de naines blanches à pulsations comprennent les étoiles DAV, ou ZZ Ceti, de type DA avec une atmosphère dominée par l'hydrogène, celles de type DBV ou V777 Herculis, de type spectral DB, avec une atmosphère dominée par l'hélium, et les étoiles GW Virginis, de type PG 1159 avec une atmosphère dominée par l'hélium, le carbone et l'oxygène (certains auteurs incluent également des étoiles non-PG 1159 dans la classe des étoiles GW Vir). Les étoiles GW Vir peuvent se subdiviser en étoiles DOV et PNNV,. Ce ne sont pas, stricto sensu, des naines blanches, mais des pré-naines blanches qui n'ont pas encore atteint la région des naines blanches sur le diagramme de Hertzsprung-Russell,. Un sous-type des étoiles DQV, à l'atmosphère dominée par le carbone, a également été proposé.
Ces variables présentent toutes de légères variations dans leur émission de lumière (de 1 à 30 %), provenant de superposition de plusieurs modes vibratoires dont les périodes varient du millier à la centaine de milliers de secondes. Des observations de ces variations fournissent des preuves astérosismologiques sur l'intérieur des naines blanches

## Étoiles DAV
| Types de naines blanches à pulsations, |                                                                                                  |
| DAV (GCVS : ZZA)                       | type spectral DA, n'ayant que des raies d'absorption de l'hydrogène dans leur spectre            |
| DBV (GCVS: ZZB)                        | type spectral DB, n'ayant que des raies d'absorption de l'hélium dans leur spectre               |
| GW Vir (GCVS: ZZO)                     | Atmosphère principalement constituée de C, He et O; peuvent être divisées en étoiles DOV et PNNV |
| DQV                                    | type spectral DQ ; atmosphère chaude à carbone dominant                                          |

Les premiers calculs suggéraient que les naines blanches auraient dû varier avec des périodes autour de 10 secondes, mais les recherches des années 1960 ne réussirent pas à observer ce phénomène,.
La première naine blanche variable trouvée fut HL Tau 76, en 1965 et 1966. Arlo U. Landolt observa une variation d'une période d'à peu près 12,5 minutes. La raison de cette période plus longue que prédite de la variabilité de HL Tau 76, comme pour les autres naines blanches variables à pulsations connues provient de pulsations non radiales d'ondes de gravité. En 1970, on découvrit une autre naine blanche, ZZ Ceti, du même type de variabilité que HL Tau 76 ; en 1972, on la désigna sous la désignation d'étoile variable ZZ Ceti. Le nom de ZZ Ceti se réfère également à cette classe de naines blanches variables à pulsations, qui, puisqu'elle concerne des naines blanches dont l'atmosphère est composée d'hydrogène, est également connue sous le nom de DAV. Leur période s'étale de 30 secondes à 25 minutes, et on les trouve dans une gamme plus étroite de températures effectives, entre à peu près 11 000 et 12 500 K. La mesure du taux de la variation dans le temps de la période des pulsations de l'onde de gravité des étoiles ZZ Ceti est une mesure directe de l'échelle de temps de refroidissement d'une naine blanche de type DA, qui à son tour peut donner une mesure indépendante de l'âge du disque galactique concerné.

## Étoiles DBV
En 1982, des calculs de D. E. Winget et ses collègues suggérèrent que les atmosphères composées d'hélium des naines blanches de type DB, avec des températures aux alentours de 19 000 K, devraient aussi connaître des pulsations. Winget a ensuite cherché de telles étoiles et a trouvé que GD 358 (en) était une naine blanche variable de type DB, soit une DBV. C'était la première prédiction d'une classe d'étoiles variables antérieure à leur observation. En 1985, cette étoile reçut la désignation de V777 Herculis, qui constitue également une autre dénomination pour cette classe d'étoiles variables,. Ces étoiles ont des températures effectives de l'ordre de 25 000 K.

## Étoiles GW Vir
La troisième classe de naines blanches à pulsations faisant l'objet d'une identification est les étoiles GW Vir, parfois subdivisées en étoiles DOV et PNNV. Leur prototype est PG 1159-035. C'est en 1979 que l'on observa la variabilité de cette étoile, également prototype de la classe des étoiles PG 1159, et elle reçut la désignation d'étoile variable GW Virginis en 1985, ce qui donna son nom à la classe. Ces étoiles ne sont pas à proprement parler des naines blanches ; sur le diagramme de Hertzsprung-Russell, ce sont plutôt des étoiles dans une position intermédiaire entre la branche asymptotique des géantes et la région des naines blanches. On peut les appeler des « pré-naines blanches »,. Elles sont chaudes avec des températures de surface situées entre 75 000 K et 200 000 K, et ont des atmosphères dominées par l'hélium, le carbone et l'oxygène. Elles peuvent avoir une gravité superficielle relativement faible (log g ≤ 6,5). On pense que ces étoiles vont finir par se refroidir et devenir des naines blanches de type DO. La période des modes de vibration des étoiles GW Vir s'étale d'à peu près 200 s à 5 000 s. C'est dans les années 1980 qu'on a commencé à étudier la façon dont ces pulsations sont excitées, mais elle est demeurée incertaine pendant près de 20 ans. À l'origine, on pensait que le mécanisme d'excitation était causé par le mécanisme dit κ associé avec du carbone et de l'oxygène ionisés dans l'enveloppe sous la photosphère, mais que ce mécanisme ne fonctionnerait pas en présence d'hélium dans cette même enveloppe. Il est apparu cependant que l'instabilité peut se produire en présence d'hélium.

## Étoiles DQV
Patrick Dufour, James Liebert et leurs collègues ont, plus récemment, découvert une nouvelle classe de naines blanches. De type spectral DQ, ce sont des naines blanches chaudes avec une atmosphère dominée par le carbone. Théoriquement, elles ont des pulsations aux températures où leur atmosphère est partiellement ionisée. Des observations à l'observatoire McDonald suggèrent que SDSS J142625.71+575218.3 est une naine blanche de ce type ; dans ce cas, elle serait la première du nouveau type (dit DQV) de naine blanche à pulsations. Cependant, cela peut aussi être un système binaire de naines blanches avec un disque d'accrétion à carbone et oxygène.